# Britanniahütte
Die Britanniahütte ist eine Berghütte der Sektion Genf des Schweizer Alpen-Clubs (SAC). Sie liegt im Kanton Wallis oberhalb von Saas Fee auf einer Höhe von 3030 m ü. M. unweit der Felskinn-Bergstation. Sie gehört mit bis zu 9'697 Besuchern pro Jahr zu den meistbesuchten Hütten des SAC. Die Hütte kann als Ausgangspunkt für die Haute Route gewählt werden.

## Geschichte
Die Hütte wurde 1912 als Holzhaus mit 34 Schlafplätzen errichtet. Die Finanzierung der Baukosten von 20'000 Schweizer Franken erfolgte durch die Vereinigung britischer Mitglieder des SAC. Daher auch der Name Britanniahütte. 1929 wurde ein Steinbau mit dazumal schon 84 Plätzen errichtet, und 1951 wurde die Hütte erweitert. 1996/97 fand eine Totalrenovierung statt, wobei Wert auf einen zukünftig möglichst umweltverträglichen Betrieb gelegt wurde.

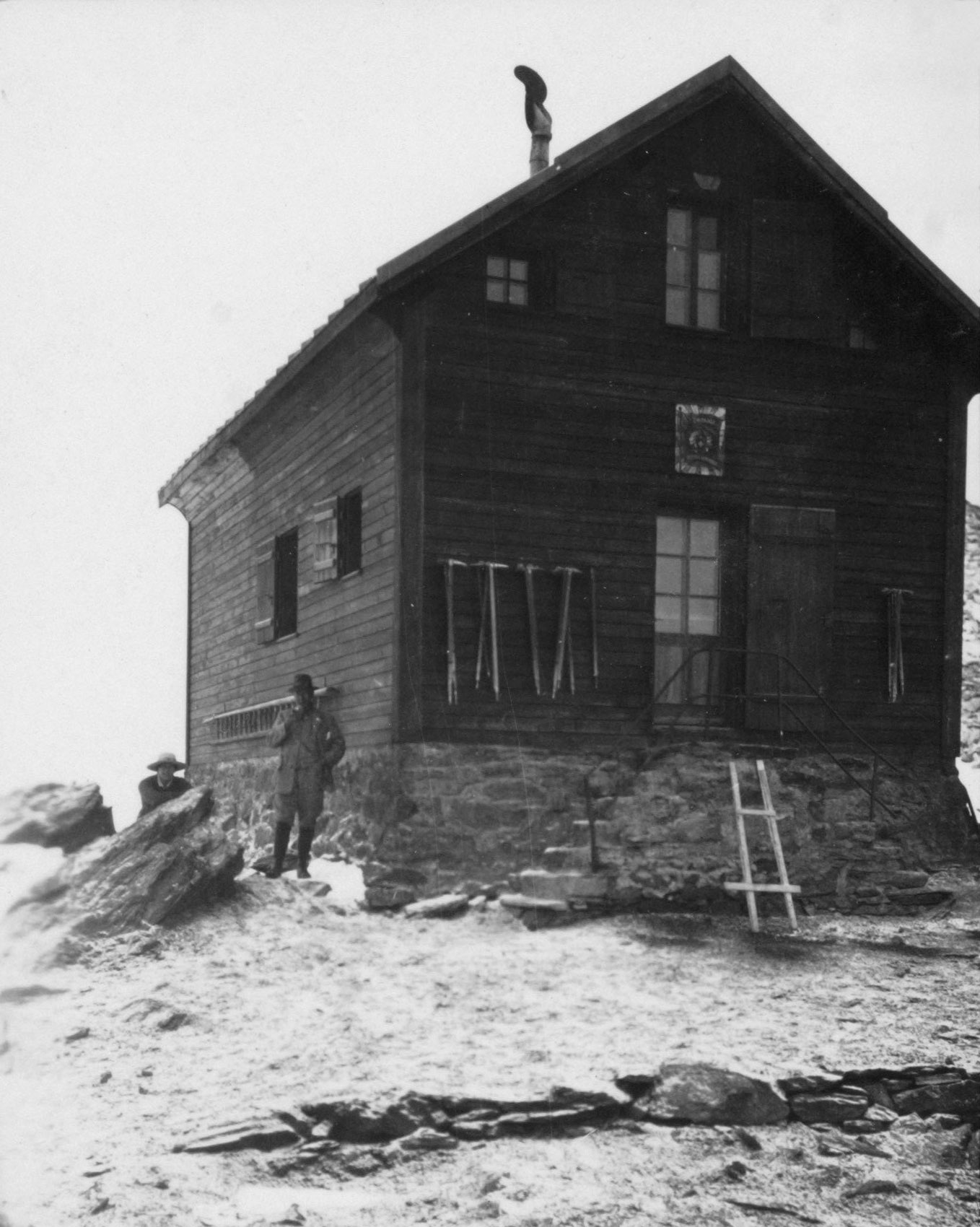
Der Holzbau im Juli 1921
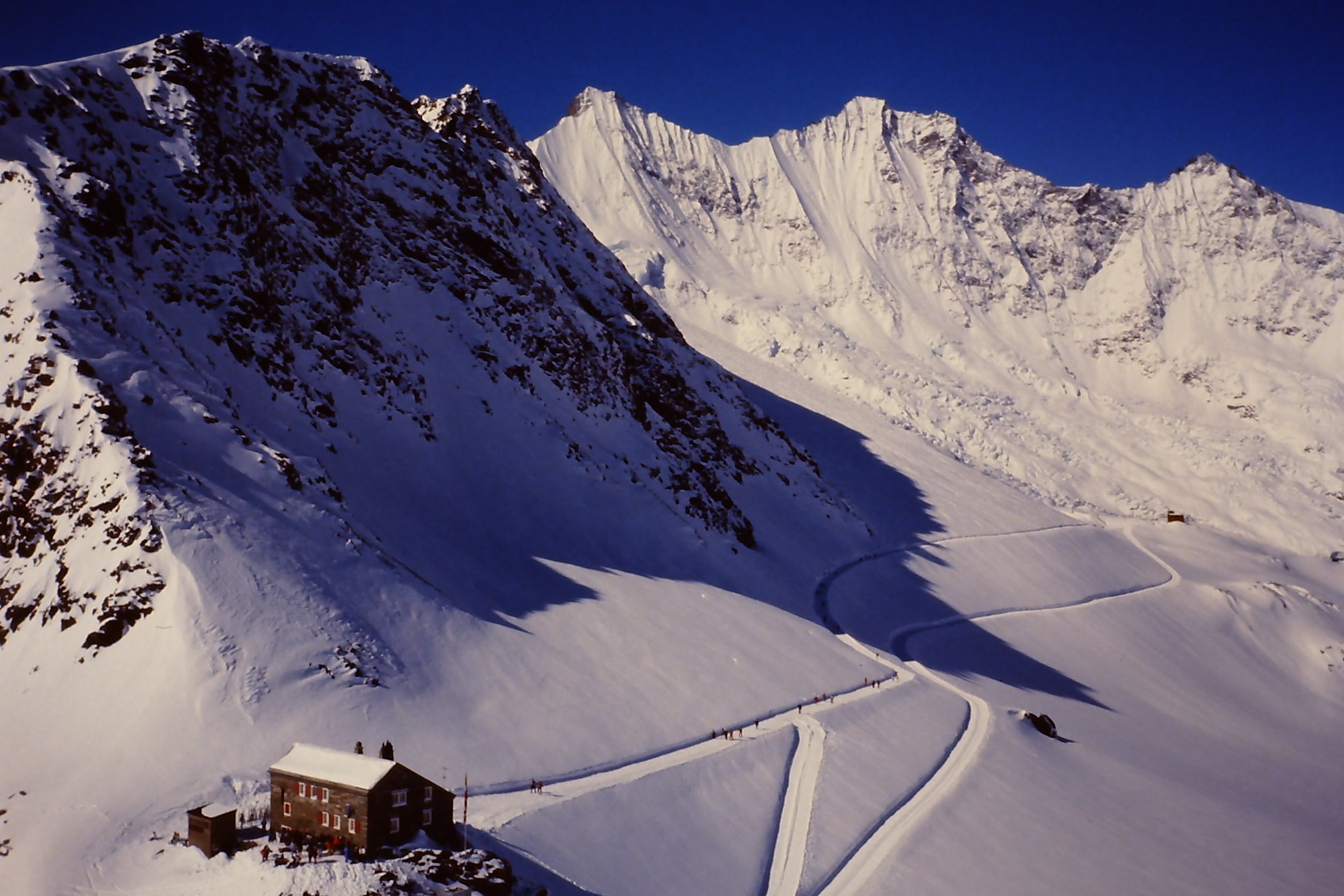
Ansicht um 1985
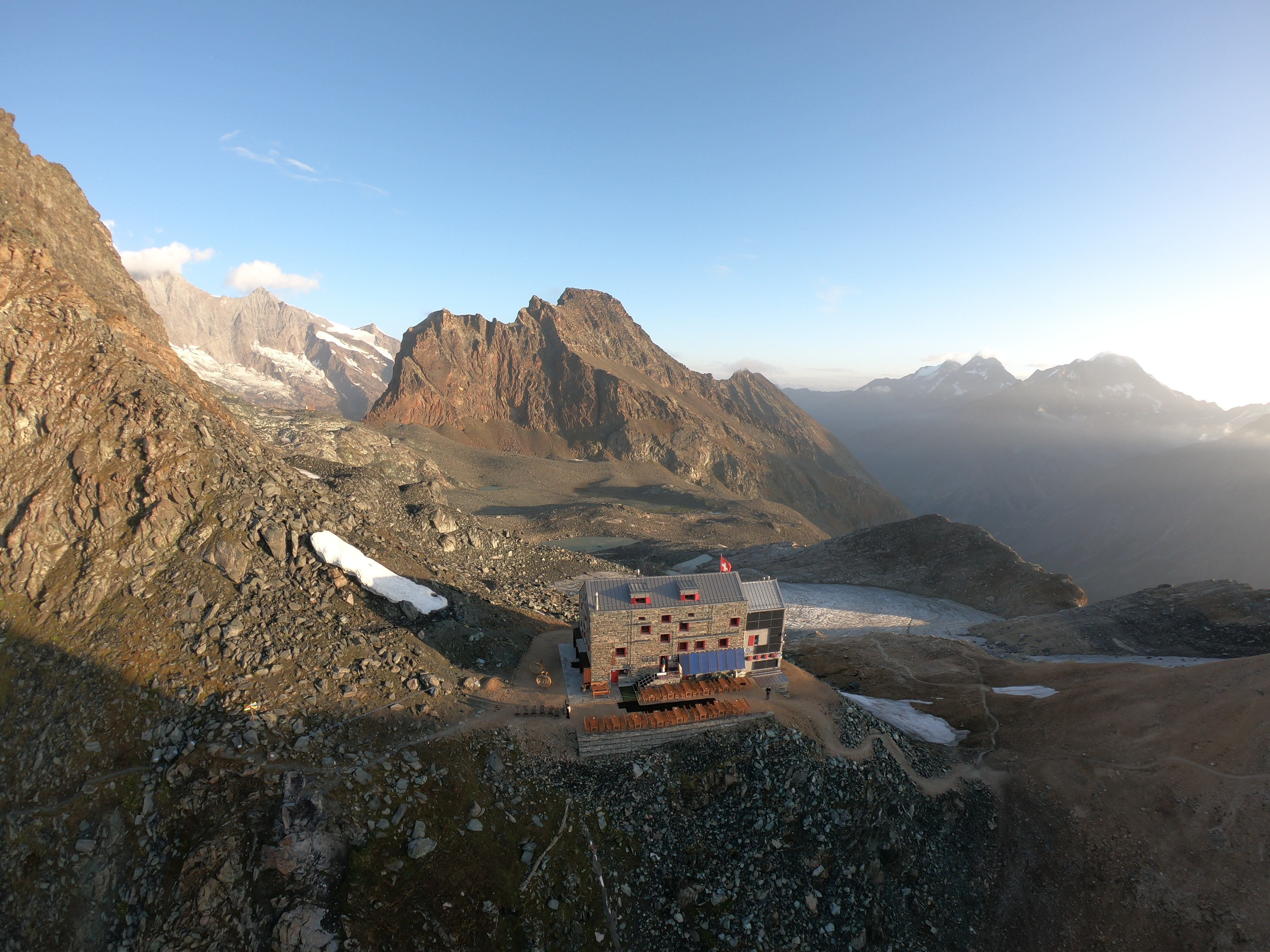
Luftaufnahme 2018

## Infrastruktur
Strom wird durch eine hütteneigene Solaranlage gewonnen. Das Dach liefert Schmelz- und Regenwasser für einen 16'000-Liter-Tank unter der Hütte. Die Abfälle der Hütte werden getrennt (Glas, PET usw.) und zusammen mit dem Abwasser per Hubschrauber ins Tal geflogen. Die Hütte verfügt über einen Winterraum (12 Schlafplätze), welcher ganzjährig geöffnet ist.

## Aufstieg
Der Hüttenweg startet bei der Bergstation der Felskinn-Seilbahn. In etwa 1¼ Stunden gelangt man über das Egginerjoch und den Chessjengletscher zur Hütte. Steigeisen oder andere Kletterausrüstung werden dafür nicht benötigt. Alternative Aufstiege führen vom Berggasthaus Plattjen (2 Stunden 20 Minuten) oder von Saas Almagell (4 Stunden) zur Hütte.

## Umliegende Gipfel
Folgende Gipfel sind von der Hütte zu erreichen:
- Allalinhorn (4027 m)
- Egginer (3370 m)
- Rimpfischhorn (4199 m)
- Strahlhorn (4190 m)
- Fluchthorn (3790 m)
- Alphubel (4206 m)